# Christian David Ginsburg
Pour les articles homonymes, voir Ginsburg.
Le Rév. Dr. Christian David Ginsburg est un érudit britannique du XIXe siècle (Varsovie, 25 décembre 1831 - Palmers Green, 7 mars 1914), spécialiste de la Massore.

## Éléments biographiques
David Ginsburg naît dans une famille juive de Varsovie, qui fait alors partie de l'Empire russe. Alors qu'il étudie au collège rabbinique local, il se convertit au christianisme, à l'âge de 15 ans, et prend le nom de Christian. Arrivé en Angleterre peu après ces faits, Ginsburg continue à étudier les Écritures en hébreu, en s'attachant particulièrement aux Meguilot. Ses traités sur des traditions mosaïques alternatives au judaïsme rabbinique, le font connaître des étudiants en sciences bibliques.
Après avoir démissionné en 1863 de ses activités missionnaires au sein de la branche de Liverpool de la London Society's Mission to the Jews, il se consacre à la recherche de ce qui sera l'œuvre de sa vie, la collation de l'ensemble des listes massorétiques. 
Sa publication en 1867 des travaux de deux de ses prédécesseurs le consacre comme l'un des plus importants hébraïsants chrétiens de son temps et, en 1870, il est l'un des premiers à être nommés membre du Comité pour la révision de la version anglaise de l'Ancien Testament selon un contrat avec la 'Trinitarian Bible Society.

## Œuvres

### Premiers travaux
Ginsburg a publié une traduction du Cantique des Cantiques, avec un commentaire historico-critique, en 1857, suivie de celle de l’Ecclésiaste. Il produit encore des traités sur les Karaïtes, les Esséniens et la Kabbale.

### Travaux sur laMassorah
Christian David Ginsburg se consacre ensuite aux études massorétiques, publiant en 1867 le texte du Massoret ha-Massoret d'Elia Levita avec traduction et commentaires, ainsi que l’Introduction to the Rabbinic Bible de  Jacob ben Hayim. Ce dernier avait publié en 1525 la seconde Bible rabbinique, contenant, outre le texte vocalisé et accentué selon l'école massorétique de Tibériade, une section reprenant les annotations et listes dressées par les Massorètes. Cependant, de nombreux documents n'étaient pas disponibles, et la critique n'était pas assez avancée pour une édition complète, tâche à laquelle s'attelle Ginsburg.
Il reprend le sujet à peu près là où ses prédécesseurs l'avaient laissé, commençant par recueillir de nombreux fragments de la Massorah à partir des innombrables manuscrits dispersés à travers toute l'Europe et l'Orient. Ceux-ci paraissent en trois volumes, entre 1880 et 1886. L'exhaustivité de ces recherches est telle que son travail est utilisé dans le monde juif traditionnel, malgré le statut d'apostat de l'auteur.
Il édite sur base de cette collection un nouveau texte de la Bible hébraïque pour la Trinitarian Bible Society, publié en 1894 sous le titre de The Massoretico-Critical Text of the Hebrew Bible. Il y adjoint en 1897 une Introduction, publiée avec un volume de fac-similés des manuscrits de la Bible hébraïque. Sa manière d'utiliser la Massorah fait l'objet d'une critique sévère par Blau.

### Autres
Ginsburg est aussi l'auteur d'un compte-rendu sur la stèle de Mesha, rédigé en 1871, et qui était considéré en 1911 comme le plus détaillé sur le sujet à avoir été imprimé en anglais. Il a en outre joué un rôle important dans l'affaire des rouleaux de Moses Wilhelm Shapira, affirmant que les rouleaux qu'il avait vendus au British Museum ne pouvaient pas provenir, contrairement à ses allégations, de la Mer Morte.
Il a également publié The Text of the Hebrew Bible in Abbreviations (1903), en plus d'un ouvrage critique On the relationship of the so-called Codex Babylonicus of A.D. 916 to the Eastern Recension of the Hebrew Text (1899), qu'il fait circuler en privé, et où il s'efforce de prouver que le Codex de Saint-Pétersbourg, considéré comme le texte authentique de l'école babylonienne, serait en réalité un texte palestinien retouché avec beaucoup d'adresse pour le rendre conforme à la recension de Babylone.
On lui doit enfin de nombreux articles pour la John Kitto's Encyclopaedia, le Dictionary of Christian Biography de William Smith, et l'Encyclopædia Britannica (1877 - 1887).

## Sources
- Cet article reprend, en partie ou en totalité, le texte de l'Encyclopædia Britannica, onzième édition, tombée aujourd'hui dans le domaine public.
- Cet article contient des extraits de l'article « GINSBURG, CHRISTIAN DAVID » par Joseph Jacobs de la Jewish Encyclopedia de 1901–1906 dont le contenu se trouve dans le domaine public.

- (en) Cet article est partiellement ou en totalité issu de l’article de Wikipédia en anglais intitulé « Christian David Ginsburg » (voir la liste des auteurs).

- Notices d'autorité :   - VIAF
  - ISNI
  - BnF (données)
  - IdRef
  - LCCN
  - GND
  - CiNii
  - Pays-Bas
  - Pologne
  - Israël
  - NUKAT
  - Catalogne
  - Vatican
  - Australie
  - Tchéquie
  - WorldCat